# Clubiona violaceovittata
Clubiona violaceovittata este o specie de păianjeni din genul Clubiona, familia Clubionidae, descrisă de Schenkel, 1936. Conform Catalogue of Life specia Clubiona violaceovittata nu are subspecii cunoscute.